# Elisabeth Volkenrath
Elisabeth Mühlau, coniugata Volkenrath (Świerzawa, 5 settembre 1919 – Hamelin, 13 dicembre 1945), è stata una funzionaria tedesca, supervisore in diversi campi di concentramento nazisti durante la seconda guerra mondiale.

## Campi di concentramento
Volkenrath, nata Mühlau, fu una Hilfskraft ungelernte (operaia non qualificata) quando si offrì volontaria per il servizio in un campo di concentramento. Nell'ottobre 1941 iniziò la sua attività nel campo di concentramento di Ravensbrück come semplice Aufseherin. A marzo 1942 fu mandata ad Auschwitz Birkenau dove lavorò nella stessa funzione di Ravensbrück. Ad Auschwitz, incontrò l'SS-Rottenführer Heinz Volkenrath, che aveva lavorato lì dal 1941 come SS-Blockführer. La coppia si sposò nel 1943. Elisabeth Volkenrath partecipò alla selezione dei prigionieri per le camere a gas e, nel novembre 1944, venne promossa a Oberaufseherin per tutte le sezioni del campo per prigioniere di Auschwitz.
Quando Auschwitz venne chiusa, Elisabeth Volkenrath fu trasferita a Bergen-Belsen. Dal febbraio 1945 diventò Oberaufseherin (supervisore di guardia) a Bergen-Belsen.

## Processo di Belsen
Ad aprile 1945, Volkenrath fu arrestata dall'esercito britannico e fu processata nel processo Belsen in cui fu condannata per crimini di guerra. Condannata a morte, fu impiccata nella prigione di Hamelin da Albert Pierrepoint il 13 dicembre 1945.
Nel 1954 fu sepolta nel cimitero di Hameln, “Friedhof am Wehl”.